# Гринсфелд
Гринсфелд (њем. Grünsfeld) град је у њемачкој савезној држави Баден-Виртемберг. Једно је од 18 општинских средишта округа Маин-Таубер-Крајс. Према процјени из 2010. у граду је живјело 3.796 становника. Посједује регионалну шифру (AGS) 8128047.

## Географски и демографски подаци
Гринсфелд се налази у савезној држави Баден-Виртемберг у округу Маин-Таубер-Крајс. Град се налази на надморској висини од 210 метара. Површина општине износи 44,7 km². У самом граду је, према процјени из 2010. године, живјело 3.796 становника. Просјечна густина становништва износи 85 становника/km².